# Коутрон, Эдвард
Эдвард Роберт Коутрон (также Тед Коутрон, англ. Edward Robert Cawthron, август 1940, Хаберфилд, Новый Южный Уэльс, Австралия — 1989, Австралия) — австралийский учёный и политик. Один из лидеров послевоенного неонацистского движения в Австралии. Был первым после 1945 года кандидатом от национал-социалистов, который баллотировался на выборах в парламент в англоязычной стране.

## Биография
Родился в августе 1940 года в Хаберфилде (пригород Сиднея) в католической семье и утверждал, что верит в «идеалы христианства и христианскую мораль». С детства у него был ярко выраженный дефект речи. По словам его коллеги по партии Катрины Янг (англ. Katrina Young), «он едва мог говорить, пока ему не исполнилось 14 лет», но впоследствии при близком знакомстве это было малозаметно.
Коутрон закончил Университет Аделаиды в 1963 году с отличием, получив степень бакалавра естественных наук. В 1970 году он защитил диссертацию по физике на степень PhD по теме «Некоторые явления, возникающие при бомбардировке металлических поверхностей положительными ионами при средних энергиях».
В 1964 году Коутрон работал в Государственном объединении научных и прикладных исследований (CSIRO) в отделе физики текстиля, а в 1965 году стал личным научным ассистентом президента Австралийской академии наук Марка Олифанта в Исследовательской школе физических наук Австралийского национального университета в Канберре. Коутрон жил с родителями в Канберре до начала 1972 года, когда он переехал в Хенли-Бич, Южная Австралия.
После участия в парламентских выборах в мае 1972 года он написал в газету The Australian, что положение с работой «для лиц, имеющих учёные степени в определённых областях, почти критическое. Это, вероятно, можно проиллюстрировать на моём собственном примере… Я подал заявки в более чем 200 фирм, университетов и колледжей высшего образования по всей Австралии и за рубежом, но без всякого успеха». Сиднейская газета The Sunday Telegraph впоследствии опубликовала статью под заголовком «Избыток докторов наук заполоняет рынок труда», основанную на мнении Коутрона. Дэвид Харкорт писал, что газета была не в курсе, а Коутрон умалчивал о своих нацистских взглядах, которые могли повлиять на нежелание работодателей иметь с ним дело. Как заметил Ричард Уолш в Melbourne Review, «автор не указал на то, что квалификация Коутрона могла быть немного занижена в глазах некоторых работодателей тем фактом, что он является членом нацистской партии и баллотировался в парламент как нацистский кандидат».
В середине 1980-х Коутрон работал в Департаменте промышленности, технологий и коммерции австралийского правительства, где занимался изучением количества людей, работающих в сфере коммуникационных технологий, таких как микроволны и волоконная оптика. Политолог Джеймс Салем, который сам был участником ультраправого движения, писал в диссертации, что Австралийская служба безопасности и разведки выражала беспокойство в связи с работой Коутрона в научной сфере.
Умер в 1989 году.

## Политическая деятельность и взгляды
Отец Коутрона был сторонником левой Австралийской лейбористской партии. Сам же Коутрон вначале был сторонником правоцентристской Демократической лейбористской партии, но затем решил, что её позиция недостаточно жёсткая в части защиты «белой Австралии». Он приписывал свое влечение к национал-социализму сильному религиозному воспитанию в семье, ненависти к коммунизму и своей гордости за Австралию. Он утверждал, что литература, которая отражала «почти фанатичную враждебность к национал-социалистической Германии», оказала на него обратное влияние, поскольку он считал, что после Первой мировой войны с немцами обошлись крайне несправедливо.
Особенностью взглядов Коутрона по сравнению с его конкурентами на поле национал-социализма (в частности, с Артуром Смитом, англ. Arthur Smith) было его стремление к созданию отдельного австралийского национал-социализма, который не будут путать с германским, он подчёркивал важность австралийского национализма. Коутрон опирался на неофашистскую программную книгу «Империя: философия истории и политики» Фрэнсиса Паркера Йоки с уклоном в сторону сталинского антисионизма. Кроме этого, Коутрон последовательно отказывался от насильственных акций, в которые вовлекали активистов его более радикальные конкуренты. Он поддерживал антиммиграционные группы и c их помощью мобилизовывал ресурсы. При этом с существующими в Австралии эмигрантскими немецкими, хорватскими и венгерскими фашистскими объединениями он имел тесные контакты и договорённости по организации поддержки со стороны избирателей в своих общинах.
С конца 1962 года Коутрон примерно полгода переписывался с Доном Линдси из Сиднея по вопросу организации неонацистской политической партии. В результате они в 1963 году основали Австралийскую национал-социалистическую партию (ANSP), лидером которой чуть позже стал Артур Смит, известный своим открытым антисемитизмом и агрессивной тактикой. В 1967 году Коутрон разошёлся во взглядах с Линдси и Смитом, в партии произошёл раскол. Коутрон и его единомышленники, в первую очередь эмигрировавший в Австралию из Венгрии после войны нацист Ференц (Франк) Молнар в июле 1967 года создали менее радикальную Национал-социалистическую партию Австралии (NSPA) в Канберре. С тех пор Коутрон редактировал партийный журнал Australian National Socialist Journal. В письме одному из потенциальных сторонников Коутрон писал, что NSPA стремится «отмежеваться от образа „нацистов“, навязываемого Голливудом и телепрограммами, а также копируемого некоторыми сумасшедшими сенсационными группами в Австралии». Смит и его сторонники в ANSP описывались в публикациях Коутрона как «безответственный и преступный элемент».
В 1967 году после Шестидневной арабо-израильской войны Коутрон вместе с Молнаром и ещё одним нацистом Грэмом Тео Ройсом (англ. Graeme Theo Royce) организовали т. н. «Комитет свободной Палестины», от имени которого заявлялось, что он стремится помочь «освободить Палестину от сионистских узурпаторов». Сам Коутрон впоследствии отрицал руководство этой организацией и заявил, что узнал об этом из статьи в The Sydney Morning Herald.
Коутрон стал первым австралийским автором материалов с отрицанием Холокоста, которые получили широкое распространение. Это были две статьи в Australian National Socialist Journal в двух выпусках в 1968 году, а затем выпущенная в 1969 году брошюра «Большая ложь: шесть миллионов убитых евреев» (англ. The Big Lie: Six Million Murdered Jews). Коутрон называл евреев «паразитами» и клялся «бороться с силами организованного мирового еврейства, поскольку именно еврейские интриги и подрыв нашего западного культурного и религиозного наследия стали причиной того, что зло неконтролируемого капитализма и коммунизма смогло укорениться и расцвести».
30 мая 1970 года Коутрон участвовал в дополнительных выборах в Канберре на место в Палате представителей от NSPA, набрал 173 голоса (0,32%) и занял последнее 7-е место. Коутрон стал первым с 1945 года официальным кандидатом от национал-социалистов, который баллотировался на выборах в англоязычной стране. К 1972 году Коутрон передал руководство NSPA Кассу Янгу (англ. Cass Young), но оставался активен в ультраправой политике до 1974 года.